# Білоус Микола Іванович
Білоус Микола Іванович (24.12. 1899, с. Більманки Олександрівський повіт Катеринославської губернії, тепер Куйбишевський район Запорізької області — помер після 11.06.1927, Подєбради) -  український повстанець, інженер-агроном, громадський діяч, учитель. Нагороджений Хрестом Симона Петлюри, Воєнним хрестом і Хрестом відродження.
Відповідно до українського законодавства є борцем за незалежність України у ХХ столітті.

## Біографія
Микола Білоус був; учителем, агрономом 11-ї агрономічної дільниці Олександрівського повіту, повітовий агроном Товариства “Сільський господар” (Перемишляни), учитель сільськогосподарської школи і викладач на сільськогосподарських курсах Товариства “Сільський господар”, член управи Товариства українських інженерів. Закінчив Верхньодніпровську сільську школу (1914 — 12.6.1920). Поступив на агрономічний факультет Київського політехнічного інституту, але не студіював.
Ччерез “політичні події”, 1.10.1920 вступив до Катеринославського Вільно-козацького повстанського кошу як співробітник політичного відділу”. 31 жовтня 1920 р. разом із рештками коша евакуювався із Криму до Туреччини, де перебував до 20 грудня 1921.
3 кінці грудня 1920 перебував не еміграції в Болгарії (Софія), пізніше — в ЧСР, де закінчив УГА (Подєбради, 4.06.1927). Хворів на “тяжку форму неврастенії” (діагноз встановлено 25 жовтня 1924 pоку) Автор спогаду “Сторінка з життя Катеринославського повітового коша” 
Закінчив агрономічний відділ агрономічно-інженерного факультету УГА. Дипломну працю виконав “дуже добре”, а дипломний іспит склав з успіхом “дуже добрим” (31.05.1927). Його прізвище є в списку абсольвентів (випускників) УГА, які працювали в культурно-просвітньому, економічному і громадсько-політичному житті на землях Карпатської України та Пряшівщини.
Похований на міському кладовищі Подєбрад.